# Lehtisaari (ö i Finland, Kymmenedalen, Kouvola, lat 61,13, long 26,65)
Lehtisaari är en ö i Finland. Den ligger i sjön Niskajärvi och i kommunen Kouvola i den ekonomiska regionen  Kouvola ekonomiska region  och landskapet Kymmenedalen, i den södra delen av landet, 140 km nordost om huvudstaden Helsingfors. Öns area är 21,5 hektar och dess största längd är 0,8 kilometer i nord-sydlig riktning.